# گردا کریستیان
گردا کریستیان (آلمانی: Gerda Christian) از منشی‌های شخصی آدولف هیتلر قبل و در زمان جنگ جهانی دوم بود.
وی در اول می ۱۹۴۵ به همراه گروهی از افراد مانند تراودل یونگه و الزه کروگر و به رهبری ویلهلم مونکه سعی داشت تا از برلین فرار کند. وی صبح روز دوم می توسط نیروهای روس بازداشت و پس از مدتی آزاد شد.
وی در سال ۱۹۹۷ در دوسلدورف بر اثر سرطان درگذشت.